# The Lounge Lizards
The Lounge Lizards war eine experimentelle Jazz-Band, die der Saxophonist John Lurie 1978 in New York City gründete. Lurie bezeichnete ihre Musik zunächst als „fake jazz“.

## Geschichte
Die Band ironisierte zunächst die Haltung des Jazz und verknüpfte „die Wildheit des Punk mit den coolen Posen der Film Noir-Ära.“ Das erste Album der Band wurde von Teo Macero produziert und erschien 1981 auf Editions EG. Im November des gleichen Jahres spielten sie erstmals in Deutschland beim Jazzfest Berlin.
Aus der Band entstanden mehrfach andere Bands, 1983 zunächst The Golden Palominos um Anton Fier und Arto Lindsay, dann 1990 die Jazz Passengers mit Roy Nathanson, Curtis Fowlkes, Marc Ribot und E. J. Rodriguez. In den 1990er Jahren gehörten Steven Bernstein, Michael Blake und Calvin Weston zu der Band, die weiterhin von John Lurie geleitet wurde; zudem spielten dort David Tronzo bzw. Doug Wieselman als Gitarrist und Billy Martin bzw. Ben Perowsky als Schlagzeuger sowie John Medeski. Das bisher letzte Album der Band erschien 1998. Lurie brach nach 2000 seine Musiker-Karriere krankheitsbedingt weitgehend ab.
Voice of Chunk und zwei weitere Alben der Band wurden von Vera Brandes produziert und erschienen auf deren Label veraBra.

## Stil
Aufbauend auf dem Bebop-Jazz wurden in eklektizistischer Manier Bestandteile der Klassik und der Populärmusik ins Verschwimmen gebracht, woraus Luries Begrifflichkeit des „fake jazz“ resultierte. Der Musikexpress beurteilte das Spiel der Band als „streng organisierte Schein-Anarchie, das abgesprochen und mittels vorgefertigten Patterns mit der Jazzgeschichte und den Codes der Filmmusik kokettierte.“ In Anspielung auf den Attitüdenreichtum des Protagonisten John Lurie, scherzte der Rolling Stone, die Musik klinge wie „rekonstruierter Jazz von jemandem, der selten Jazz hört.“

## Mitglieder
- John Lurie – Sopransaxophon, Altsaxophon (1979–1998)
- Evan Lurie – Klavier (1979–1998)
- Anton Fier – Schlagzeug (1979–1981)
- Steve Piccolo – E-Bass (1979–1981)
- Arto Lindsay – E-Gitarre (1979–1981)
- Danny Rosen – Gitarre (1981)
- Dana Vlcek – Gitarre (1980)
- Tony Garnier – E-Bass (1983)
- Peter Zummo – Posaune (1983)
- Douglas Browne – Schlagzeug (1983–1988)
- Erik Sanko – E-Bass (1986–1988, 1998)
- Marc Ribot – Gitarre (1986–1988)
- Roy Nathanson – Saxophone (1986–1988)
- Curtis Fowlkes – Posaune (1986–1988)
- E.J. Rodriguez – Perkussion (1987–1988)
- Oren Bloedow – Bass (1991)
- Jane Scarpantoni – Cello (1991–1998)
- Calvin Weston – Schlagzeug (1991–1998)
- Michele Navazio – Gitarre (1991)
- Billy Martin – Perkussion (1991)
- Michael Blake – Saxophone, Klarinette (1991–1998)
- Steven Bernstein – Trompete, Kornett (1991–1998)
- Bryan Carrott – Vibraphon, Marimba, Timpani (1991)
- Ben Perowsky – Schlagzeug (1998)
- David Tronzo – Slide-Gitarre (1998)

## Diskografie
Studioalben
- 1981: Lounge Lizards (Editions EG)
- 1987: No Pain for Cakes (Island Records)
- 1988: Voice of Chunk (veraBra)
- 1998: Queen of All Ears (Strange and Beautiful)

Live-Alben
- 1983: Live from the Drunken Boat (Europa Records)
- 1985: Live 79–81 (ROIR)
- 1986: Big Heart: Live Tokyo (Island)
- 1991: Live in Berlin, Vol. 1 (veraBra)
- 1991: Live in Berlin, Vol. 2 (veraBra)

Sonstige
- 1984: Fusion (mit Teo Macero und London Philharmonic Orchestra) (Europa Records)

Singles
- 1981: Harlem Nocturne / Conquest of Rar (Editions EG)